# 남궁옥 (서화가)
남궁 옥(南宮 鈺, 1620년 ~ 1699년)은 조선의 문신(文臣) 겸 서화가(書畵家)이다.
본관은 함열(咸悅). 자(字)는 여상(汝常)이며 호(號)는 창주(滄洲)이다.

## 생애
1646년(인조 24)에 사마시에 합격하였고 1652년(효종 3)에 증광문과에 급제하였다.
1669년(현종 10) 예조정랑으로 길재(吉再)·김장생(金長生)을 제향한 서원에 사액하는 임무를 수행하였고, 그 뒤 일곱번이나 군현의 수령을 지냈다.
1690년(숙종 16)에는 승문원판교 겸 춘추관편수관을 거쳤으며, 시정(寺正)까지 이르렀다. 문장과 서화에 뛰어났으며, 특히 속필로 유명하다. 청백(淸白)하기로 이름이 높았다.

## 작품
- 풍천마산(開豐天摩山)의 대흥사중건비문(大興寺重建碑文)

## 가족 관계
- 조부 : 남궁지(南宮芷)
  - 부 : 관찰사 남궁율(南宮嵂)
- 외조부 : 한옹(韓顒)
  - 모 : 한옹(韓顒)의 딸
- 처부 : 김대관(金大觀)

## 같이 보기
- 남궁 옥 (방계 후손이며 조선 시대 말기의 무관 관료.)
- 남궁 억 (방계 후손이며 일제 강점기의 독립운동가.)